# Miltefosin
Miltefosin, ein Phospholipid aus der Familie der Alkyphosphocholine mit dem Stoffnamen Hexadecylphosphocholin, ist ein Arzneistoff gegen die Protozoen der Leishmanien, die Erreger der Leishmaniose (Kala-Azar, Dum-Dum-Fieber, Aleppobeule bzw. Orientbeule). Es hat sich in Studien beim Menschen und auch beim Tier als wirksam gegen Leishmania donovani und Leishmania infantum gezeigt. Der Wirkstoff wird auch experimentell zur Behandlung von Infektionen mit der Amöbe Naegleria fowleri benutzt. Miltefosin ist strukturell mit Edelfosin und Perifosin verwandt.

## Nebenwirkungen
Oral verabreichtes Miltefosin kann zu leichten bis mittelschweren gastrointestinalen Beschwerden führen. Es kann zu einem reversiblen Anstieg der Transaminasen und des Kreatinins kommen. Es kommt zu relativ häufigen Durchfällen und Erbrechen, Hautreizungen sind nicht ungewöhnlich.
Zu Miltefosin alternative medikamentöse Therapien (N-Methylglucamin-Antimonat und Amphotericin B) sind jedoch ebenfalls für ihre erheblichen Nebenwirkungen bekannt.

## Entwicklungsgeschichte
Miltefosin wurde in den 1990er Jahren am Max-Planck-Institut für biophysikalische Chemie von Hansjörg Eibl und Clemens Unger entwickelt und in ersten klinischen Studien als Therapeutikum eingesetzt. Seit 2004 ist Miltefosin zur Behandlung der Leishmaniose zugelassen. Für Tiere ist der Wirkstoff in Spanien, Italien, Griechenland und der Schweiz zugelassen.

## Handelsnamen
Monopräparate
Impavido (D, USA), Miltex (D, A)
Tiermedizin: Milteforan (CH, I, E, GR)